# Louis Counet

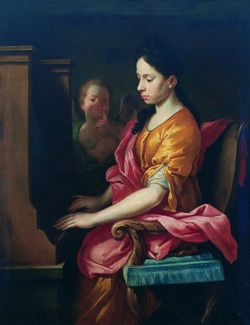
Heilige Cäcilie vers 1690

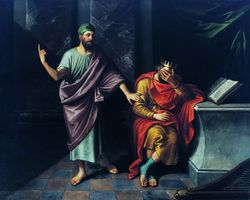
David und Natan

Louis Counet (Liège 1652 - 5 août 1721) est un peintre liégeois, élève de Bertholet Flémal. Sa création est centrée sur des peintures religieuses et des portraits. 
Il fit l'essentiel de sa carrière à Trèves en Allemagne, où il est considéré comme le plus grand peintre local.

## Biographie
D'origine malmedienne et né à Liège vers 1652, il se forme vraisemblablement dans l'atelier de Bertholet Flémal. Il voyage en Italie pour se familiariser l'art de la Renaissance, et découvre notamment Nicolas Poussin et Le Caravage. Conscient de la concurrence avec d’autres peintres locaux, dont Englebert Fisen, il décide de quitter sa ville natale vers la trentaine en compagnie de son épouse Pétronille Hardy, et devient pour une quarantaine d'années le principal peintre de Trèves, ville brisée par les guerres et en quête de renaissance,. Il acquit le droit de bourgeoisie en 1690.
Il honorera cependant diverses commandes à Liège où il participe notamment à la décoration du nouvel hôtel de ville La Violette.
Il mourut le 5 août 1721 après une agression par des voleurs au sortir de Trèves alors qu'il se rendait à Malmedy.
Un de ses principaux tableaux à Liège, "L´Assomption de la Vierge" de l´église Saint-Denis, est restauré en 2023